# دستور تار
تعلیمات موسیقی: دستور تار کتابی است نوشتهٔ علینقی وزیری در زمینهٔ موسیقی غربی و ایرانی. این کتاب اولین بار در سال ۱۳۰۱ ه‍.خ در برلین منتشر شد و اولین کتابی است که در آن ردیف موسیقی ایرانی به صورت مکتوب در آمد. وزیری این کتاب را پس از آن که مدتی با میرزا عبدالله و آقا حسینقلی وقت صرف کرده بود به نگارش در آورد و در زمانی که در سفر اروپا بود منتشر کرد. پس از بازگشت به ایران نیز این کتاب را گسترش داد و با عناوین متفاوت بازنشر کرد. پس از او نیز این کتاب بارها در ایران تجدید چاپ شد.
دستور تار را اولین کتاب تئوری موسیقی نوین ایرانی دانسته‌اند. وزیری در این کتاب، اعتدال مساوی را برای موسیقی ایرانی معرفی کرد، و شیوه‌ای برای نت‌نویسی موسیقی ایرانی ابداع کرد که شامل دو علامت عرضی جدید بود (سری و کرن). او در این کتاب ساختار سازهای تار و سه‌تار و موقعیت نت‌هایشان را شرح داد و برخی از قطعات موسیقی ساختهٔ خودش را نیز در این کتاب به چاپ رساند.

## نویسنده
علینقی وزیری (۹ مهر ۱۲۶۵ – ۱۸ شهریور ۱۳۵۸) مشهور به کلنل وزیری، موسیقی‌دان ایرانی و از پیشگامان آهنگسازی برای اجرای موسیقی سنتی ایرانی با ارکستر بود. وزیری در تهران به دنیا آمد و به واسطهٔ پدرش، در نوجوانی وارد ارتش شد و از همین طریق با موسیقی نظامی آشنا شد. او در همین دوره با موسیقی ایرانی و ساز تار نیز آشنا شد. وزیری در سفری از شیراز به تهران بود که خبر به‌توپ‌بستن مجلس را شنید و در نتیجه، سفرش را در اصفهان متوقف کرد و مدتی از ارتش به دور ماند و روی موسیقی تمرکز کرد. پس از دورهٔ استبداد صغیر، وزیری دوباره به ارتش بازگشت و در سال ۱۲۸۸ به او درجهٔ کلنل (سرهنگ) اعطا شد و کنترل استرآباد، سمنان و دامغان به وی سپرده شد. اما وقتی در سال ۱۲۸۹ قوام السلطنه به وزارت جنگ منصوب شد و دستور داد که تمام افسران نظامی خلع درجه شوند و برای کسب مجدد درجه مجبور به قبولی در امتحانات نظامی‌باشند، وزیری در این امتحانات مردود شد و نتوانست درجهٔ کلنلی را دوباره به دست یابد و با تنزلِ سه درجه، به درجهٔ سلطانی (سروانی) رسید و به معاونت یکی از فوج‌های سواره‌نظام تهران منصوب شد. با این حال او نزد دوستانش به «کلنل وزیری» مشهور باقی ماند. کمی بعدتر، در سال ۱۲۹۰ و پیرو ماجرای اخراج مورگان شوستر از ایران، وزیری از شرایط کشور دل‌زده شد و برای مدتی طولانی فعالیت در ارتش را کنار گذاشت و به کارهای علمی و هنری مشغول شد.

## نگارش و چاپ
در حد فاصل سال ۱۲۹۰ که وزیری از ارتش کناره‌گیری کرد تا سال ۱۲۹۷ که به اروپا رفت، یکی از مهم‌ترین فعالیت‌های او نگارش چند کتاب موسیقی بود. او یک شیوهٔ نت‌نویسی برای موسیقی سنتی ایرانی ابداع کرد و قصد کرد که با استفاده از آن ردیف موسیقی ایرانی را مکتوب‌سازی کند. ابتدا به سراغ آقاحسینقلی رفت اما به توصیهٔ او نزد برادرش میرزاعبدالله رفت و ظرف مدت یک سال و نیم تمام ردیف میرزاعبدالله را به نت در آورد. سپس به نزد آقاحسینقلی بازگشت تا ردیف او را هم به نت در آورد اما به خاطر خلق و خوی خاص او (که با بی‌حوصلگی همراه بود) پس از نت‌نویسیِ سه دستگاه از ردیف او (شورِ وسط دسته، ماهور و همایون) از این کار دست کشید. با توجه به این که وزیری در سال ۱۲۹۲ به روسیه سفر کرد، گمان می‌رود که او تنها دو سال (۱۲۹۰ تا ۱۲۹۲) روی نت‌نویسی ردیف‌ها کار کرده باشد. روح الله خالقی نیز عمدهٔ فعالیت‌های موسیقایی وزیری در این دوران را در سه سال منتهی به سفر اروپا توصیف می‌کند که به معنای فاصلهٔ سال‌های ۱۲۹۰ تا ۱۲۹۲ است. به گفتهٔ خالقی در این سه سال وزیری زندگی درویشانه‌ای گزیده بود و با فروش اثاث منزلش زندگی می‌گذراند.
وزیری همچنین در این دوره شروع به نگارش کتابی کرد که بعدها با نام دستور تار منتشر شد. از شواهد بر می‌آید که وزیری طرح کلی این کتاب را زمانی که روی نت‌نویسی ردیف میرزاعبدالله و آقاحسینقلی کار می‌کرد، تنظیم کرده باشد. اما او این کتاب را پس از سفرش به اروپا و تحت تأثیرات تعلیماتش در آنجا تکمیل کرد. کتاب دستور تار نهایتاً در سال ۱۳۰۱ ه‍. خ در برلین منتشر گردید. انتشار این کتاب در برلین، مصادف است با زمانی که او با گروهی از روشنفکران ایرانی ساکن آن شهر آشنا شد که مجله‌ای با نام ارمغان منتشر می‌کردند. او اولین مقاله‌اش را با نام «صنایع مستظرفه» در همین مجله منتشر کرد. وی تا سال ۱۳۰۲ در اروپا بود و در تیر ماه آن سال به ایران بازگشت. در سال ۱۳۱۴ او نسخهٔ مفصل‌تری از این کتاب را با عنوان دستور تار و سه‌تار منتشر کرد. در سال ۱۳۱۶ هم کتاب مرتبط دیگری با عنوان دستور تار و ویولن منتشر کرد. انتشارات یساولی بعداً بارها کتاب دستور تار را در تهران به چاپ رساند.

## محتوا
وزیری اولین کسی بود که در موسیقی ایرانی اعتدال مساوی را معرفی کرد و ترویج داد؛ در این روش، هر اکتاو به ۲۴ ربع پرده مساوی تقسیم می‌شود. این روش امکان ایجاد هارمونی در موسیقی را فراهم می‌کرد. او این دیدگاه را اولین بار در کتاب دستور تار به‌طور مختصر شرح داد و سپس در کتاب موسیقی نظری به‌طور مفصل‌تری توضیح داد. وزیری همچنین دو علامت عَرَضی جدید برای نت‌نویسی موسیقی ایرانی ابداع کرد که آن‌ها را سُری و کُرُن نامید؛ اولی زیرایی یک نت را یک ربع پرده بالاتر می‌برد و دومی آن را یک ربع پرده پایین می‌آورد. او همچنین در این کتاب مفهوم دستگاه را در محدودهٔ مقام شرح داده و آن را معادل مفهوم گام در تئوری موسیقی غربی دانسته‌است.
وزیری در این کتاب همچنین ساختار سازهای تار و سه‌تار را توضیح داده‌است، و موقعیت نت‌های آن را با کمک نت‌نویسی شرح داده‌است. وی همچنین برخی از ساخته‌های خودش را نیز در این کتاب به چاپ رساند. مارش «پیام به سیروس» که او آن را روی شعری از ادیب‌الممالک فراهانی سروده بود،‌از جملهٔ آثاری است که در این کتاب منتشر کرد. بخشی از کتاب که به موسیقی ایرانی (یا به تعبیر خودِ کتاب، «موسیقی وطنی») اختصاص دارد نسبتاً کوتاه است. بیشتر محتوای کتاب عبارت است از تمرین‌هایی برای ساز تار که از آسان به دشوار مرتب شده‌اند.

## نقد
به گفتهٔ خسرو جعفرزاده، کتاب دستور تار اولین کتاب تئوری موسیقی نوین ایرانی است. محمدرضا درویشی، ساسان فاطمی و هومان اسعدی، در مطلبی در بررسی آسیب‌شناسی موسیقی و نشر در ایران، کتاب دستور تار را نمونه‌ای از آثاری نامیده‌اند که رویکرد غرب‌گرایانه به موسیقی ایرانی داشته‌اند.